# Korowai

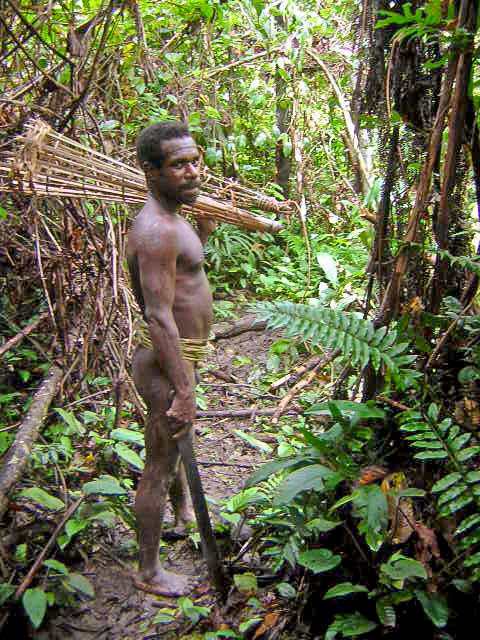
Korowaiman

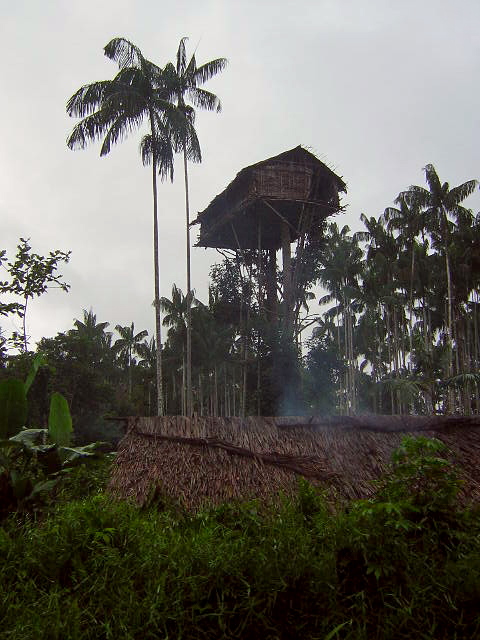
Speciaal voor toeristen op uitzonderlijke hoogte gemaakte boomhuis van de Korowai

De Korowai, ook wel Kolufo genoemd, zijn een volk in zuidoost Papoea, het zuidoostelijke deel van westelijk Nieuw-Guinea. Naar schatting bestaat het volk uit circa 3000 personen. Tot de jaren 70 waren zij zich niet bewust van het bestaan van andere volken naast hun eigen groep en enkele volken in de directe omgeving. Volgens sommige bronnen behoorde deze groep tot een van de weinige volken die nog lang het kannibalisme praktiseerden. Intussen werd duidelijk dat dit reeds lang niet meer het geval is. De Korowai zijn gewend geraakt aan bezoekers en halen hun oude levenswijze, kledij, gewoonten, ... enkel terug boven tegen betaling.
De term Korowai is een Maleise verbastering van de naam Kolufo, en slaat meer op een gemeenschappelijkheid qua taal, dan op een stameenheid. De patriclan is voor de Korowai zelf de relevante eenheid als het gaat om zelfidentificatie. Dit Papoeavolk, uit het subdistrict Kouh in het zuidelijke district Merauke van de Indonesische provincie Papoea, woont tussen de Eilanden- en de bovenstroom van de Beckingrivier.

## Leven op het ritme van de sagopalm
Zonder de sagopalm zouden de Korowai verloren zijn. Deze palmboom is niet alleen nuttig voor de bouw van hun huizen, hij dient ook als voedsel. Nadat de vezelige stam geraspt en gefilterd is, geeft hij een zetmeel vrij, sago genaamd. Eén enkele familie gebruikt één boom per week. Dus wanneer er in de omgeving geen sagopalmen meer staan, verhuist de stam. De sagopalm die als voedsel of bouwmateriaal gediend heeft, wordt daarna nog als brandstof gebruikt. De Korowai jagen (op bv. wild zwijn en kasuaris) en vissen ook, met behulp van pijlen die ze zelf maken.

## Huizen
Het huis stond op enkele meters van de grond. De schors van de sagopalm wordt gebruikt voor de plankenvloer en de muren. De bladeren vormen het dak. Het geraamte van het huis bestaat uit takken die samengehouden worden met rieten bindingen. Om bij het huis te kunnen komen, heeft men een droge boomstam ingekeept en opgehangen. Deze ladder trilt bij elke stap en waarschuwt de bewoners dat er een bezoeker op komst is. Dankzij hun kleine gespierde lichaam klimmen de Korowai met gemak in de bomen.
Een huwelijk was vaak een gelegenheid om een nieuw huis te bouwen. Zelfs de gezinnen van de naburige stammen kwamen helpen. In de 21e eeuw zijn er evenwel haast geen Korowai meer die in dergelijke huizen in het bos wonen. Ze trokken naar dorpen aan een rivier en namen daar meer westerse levenswijzen aan.

## Vijandig tegenover vreemdelingen
Sommige Korowai-stammen weigerden blanken te ontvangen en stonden vijandig tegenover vreemdelingen. Pijlen vlogen soms over de hoofden. Andere stammen, die dichter bij de stad wonen, hadden sneller hun traditionele uitrusting opgegeven en ontvingen toeristen.

## Korowai-juwelen
Geheel volgens de traditie dragen de Korowai vreemde juwelen. Hun neus is doorprikt met het been van een kasuaris-vleugel. Sommige Korowai dragen ook merktekens op hun gezicht en vlechten van sagopalmvezels.

## Reportages
In 1995 maakte de fotograaf George Steinmetz tezamen met de Nederlandse zendeling/antropoloog Gerrit van Enk (op dat moment mogelijk de enige westerling die de taal sprak) een fotoreportage over de Korowai en het naburige volk de Kombai.
In 2018 maakte de antropoloog, BBC-presentator en medewerker van de Royal Geographical Society Will Millard een nieuwe reportage over de Korowai, die hij gedurende een jaar (verspreid over vier bezoeken) volgde: My year with the tribe. Hij volgde de laatste "primitieve" Korowai en stelde vast dat hun vroegere levenswijze volledig verdwenen was. Ze waren echter volledig ingespeeld op onderzoekers en bezoekers: als er bezoekers op komst waren, verwittigden ze elkaar en zorgden ervoor dat ze snel naakt gingen rondlopen en primitieve handelingen uitvoerden. De hoge boomhuizen werden nooit bewoond, maar waren speciaal voor dergelijke bezoekers gebouwd op uitdrukkelijke vraag van een vroegere groep reportagemakers.